# Bobby Seale
Robert George Seale (1936. október 22. –) amerikai politikai aktivista és író.
Seale széles körben ismert arról, hogy Huey P. Newton aktivistával együtt alapította a Fekete Párduc Pártot. A „Black Panther Party for Self-Defense” néven alapított párt fő gyakorlata a rendőri tevékenységek nyomon követése és a rendőri brutalitás kihívása volt a fekete közösségekben, először a kaliforniai Oaklandben, majd később az Egyesült Államok városaiban.
Seale egyike volt annak a nyolc embernek, akit az Egyesült Államok szövetségi kormánya összeesküvés vádjával vádolt a Chicagóban, Illinois államban, az 1968-as Demokrata Nemzeti Kongresszus alatti vietnami háború elleni tiltakozásokkal kapcsolatban. Noha soha nem ítélték el az ügyben, Seale-t Hoffman bíró négy évre ítélte a bíróság megsértése miatt.
1978-ban Seale önéletrajzot írt A Lonely Rage címmel. Ezenkívül 1987-ben írt egy szakácskönyvet Barbeque'n with Bobby Seale-lel címmel, a bevételt különböző nonprofit társadalmi szervezetek kapták.
1998-ban Seale szerepet kapott a Cold War című televíziós dokumentumfilm-sorozatban, amelyben az 1960-as évek eseményeit tárgyalta.
Seale több mint 500 főiskolát látogatott meg, hogy megossza személyes tapasztalatait amit Fekete Párducként szerzett, és tanácsokat adjon a közösségszervezés és a társadalmi igazságosság iránt érdeklődő hallgatóknak.